# Jeunes Filles en uniforme (film, 1958)
Pour les articles homonymes, voir Jeunes filles en uniforme.
Pour plus de détails, voir Fiche technique et Distribution.
Jeunes Filles en uniforme (titre original : Mädchen in Uniform) est un film allemand réalisé par Géza von Radványi, sorti en 1958.
Le film est inspiré de la pièce de théâtre Ritter Nérestan mise en scène par Christa Winsloe à Leipzig en 1930, et par le roman adapté de la pièce Das Mädchen Manuela de la même autrice en 1933. Il peut également être considéré comme une reprise de Jeunes Filles en uniforme de Leontine Sagan, sorti en 1931, lui-même inspiré de la pièce.

## Synopsis
À Potsdam en Prusse en 1910, la jeune Manuela est admise, à la suite du décès de sa mère, dans une institution pour jeunes filles. La rigide directrice y impose une discipline de fer pour préparer les jeunes filles à une vie réglée par les trois K, Kinder, Küche, Kirche. Manuela reporte toute son affection sur Mlle Élisabeth von Bernburg, seule surveillante à lui témoigner de la bienveillance. Au pensionnat, lors d'une fête un peu trop arrosée, Manuela crée le scandale en clamant haut et fort son amour pour Mlle von Bernburg. Sa tentative de suicide amènera la directrice à revoir ses méthodes tandis qu'Élisabeth von Bernburg démissionnera.

## Fiche technique
- Titre français : Jeunes Filles en uniforme[2]
- Titre original : Mädchen in Uniform
- Réalisation : Géza von Radványi
- Scénario : F. D. Andam (de), Franz Höllering (de) d'après la pièce de théâtre de Christa Winsloe, Gestern und heute
- Producteurs : Artur Brauner, Joseph Spigler
- Musique : Peter Sandloff
- Photographie : Werner Krien
- Montage : Ira Oberberg
- Pays d'origine :  Allemagne de l'Ouest,  France
- Format : couleur par Eastmancolor — 1,66:1 — Mono — 35 mm
- Genre : drame
- Version française : Les Films Jacques Willemetz
- Adaptation française : Georges Reville
- Durée : 95 minutes
- Date de sortie : 
  - 8 juillet 1958 à la Berlinale , 28 août 1958 (sortie nationale Allemagne de l'Ouest),
  - 5 novembre 1958 (sortie France )
- Affiche : Pierre Levé (France)

## Distribution
- Lilli Palmer (VF : Jacqueline Ferrière) : Mademoiselle Élisabeth von Bernburg, la surveillante douce et bonne de Manuela
- Romy Schneider (VF : Gilberte Aubry) : Manuela von Meinhardis, une jeune pensionnaire qui se prend d'amour pour elle
- Therese Giehse (VF : Germaine Kerjean) : la directrice revêche et autoritaire du pensionnat
- Margaret Jahnen : Miss Evans, l'enseignante d'anglais
- Blandine Ebinger : Mademoiselle von Racket
- Adelheid Seeck : la princesse
- Gina Albert : Marga von Rackow
- Ginette Pigeon : Edelgard (Yvonne en VF) von Kleist, une élève du pensionnat
- Sabine Sinjen : Ilse von Westhagen
- Christine Kaufmann : Mia
- Danik Patisson : Alexandra von Treskow, une élève du pensionnat, l'amie de Manuela
- Marthe Mercadier : Madame Aubert, professeur de maintien, une française
- Paulette Dubost : Johanna, la cuisinière du pensionnat
- Ulla Moritz : Jossy
- Lou Seitz : une cuisinière
- Edith Helou : la baronne von Ehrenhardt
- Tessy Aselmeier : Hertha
- Regine Burghardt